# Maribel Caicedo
Pour les articles homonymes, voir Caicedo.
Maribel Caicedo, née le 1er avril 1998 à Guayaquil, est une athlète équatorienne, spécialiste des haies.

## Carrière
Elle bat le record continental de sa catégorie pour remporter en 13 s 04 la médaille d'or du 100 mètres haies des championnats du monde jeunesse 2015 à Cali. Elle est la première équatorienne à remporter une épreuve des championnats du monde jeunesse.
En 2018 elle fait progresser le record d'Équateur avec un temps de 13 s 01 (+1,8 m/s) réalisé à Clermont (Floride).
En 2024 elle réalise 12 s 49 à Fayetteville, record d'Amérique du Sud.

## Palmarès
| Date | Compétition                            | Lieu           | Résultat | Epreuve     | Temps   |
| ---- | -------------------------------------- | -------------- | -------- | ----------- | ------- |
| 2014 | Championnats d'Amérique du Sud espoirs | Montevideo     | 6e       | 100 m       | 12 s 46 |
| 2014 | Championnats d'Amérique du Sud espoirs | Montevideo     | 4e       | 4 x 100 m   | 47 s 81 |
| 2015 | Championnats d'Amérique du Sud         | Lima           | 7e       | 100 m haies | 14 s 58 |
| 2015 | Championnats du monde cadets           | Cali           | 1re      | 100 m haies | 13 s 04 |
| 2015 | Championnats panaméricains juniors     | Edmonton       | 2e       | 100 m haies | 13 s 45 |
| 2016 | Championnats ibéro-américains          | Rio de Janeiro | 6e       | 100 m haies | 13 s 62 |
| 2016 | Championnats du monde juniors          | Bydgoszcz      | 8e       | 4 x 100 m   | 45 s 72 |
| 2016 | Championnats d'Amérique du Sud espoirs | Lima           | 2e       | 100 m haies | 13 s 85 |
| 2016 | Championnats d'Amérique du Sud espoirs | Lima           | 1re      | 4 x 100 m   | 45 s 13 |
| 2017 | Championnats panaméricains juniors     | Trujillo       | 3e       | 100 m haies | 13 s 41 |
| 2017 | Championnats panaméricains juniors     | Trujillo       | 4e       | 4 x 100 m   | 45 s 64 |
| 2017 | Jeux Bolivariens                       | Santa Marta    | 3e       | 100 m haies | 13 s 46 |
| 2017 | Jeux Bolivariens                       | Santa Marta    | 2e       | 4 x 100 m   | 45 s 15 |
| 2018 | Jeux sud-américains                    | Cochabamba     | finale   | 100 m haies | DNF     |
| 2018 | Championnats ibéro-américains          | Trujillo       | 2e       | 100 m haies | 13 s 63 |
| 2018 | Championnats ibéro-américains          | Trujillo       | 2e       | 4 x 100 m   | 46 s 94 |

## Records
| Épreuve     | Temps                   | Lieu         | Date        |
| ----------- | ----------------------- | ------------ | ----------- |
| 100 m haies | 12 s 49 (+ 1,3 m/s, AR) | Fayetteville | 23 mai 2024 |